# Hosszú hüvelykujjfeszítő izom

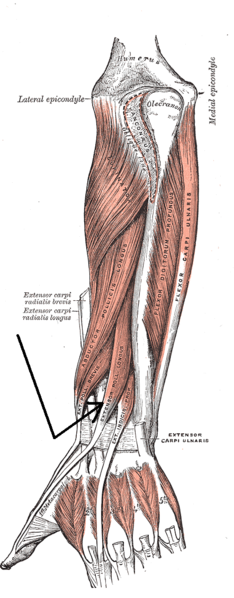
Az alkar izmai (a nyíl mutatja a hosszú hüvelykujjfeszítő izmot)

A hosszú hüvelykujjfeszítő izom (latinul musculus extensor pollicis longus) egy izom az ember alkarján.

## Eredés, tapadás, elhelyezkedés
A singcsont (ulna) hátulsó közép 1/3-áról és a csontok közti összekötő lemezről (membrana interosseus) ered. Egy hosszú ínnal a hüvelykujj távolabbi ujjperccsontján (phalanx distalis) tapad. Sokkal nagyobb izom, mint a párja, a rövid hüvelykujjfeszítő izom (musculus extensor pollicis brevis).

## Funkció
Feszíti (extensio) a hüvelykujj minden ízületét.

## Beidegzés, vérellátás
A nervus radialis mély ága a nervus interosseus antebrachii posterior (C7, C8) idegzi be, és a arteria interossea posterior látja el vérrel.